# 张如安
张如安（1963年7月—），生于浙江镇海大榭岛，毕业于浙江师范大学中文系，现任宁波大学教授，出版了《中国象棋史》《中国围棋史》两部有一定影响的专著。